# Saint-Vincent-sur-Graon
Saint-Vincent-sur-Graon – miejscowość i gmina we Francji, w regionie Kraj Loary, w departamencie Wandea.
Według danych na rok 1990 gminę zamieszkiwało 1 031 osób, a gęstość zaludnienia wynosiła 21 osób/km² (wśród 1504 gmin Kraju Loary Saint-Vincent-sur-Graon plasuje się na 563. miejscu pod względem liczby ludności, natomiast pod względem powierzchni na miejscu 81.).